# Pot-Black 1971
Il Pot-Black 1971 è stato il quinto evento professionistico della stagione 1970-1971 di snooker, e il quinto Non-Ranking, e la 3ª edizione di questo torneo, che si è disputato nel gennaio 1971, presso gli BBC Studios di Birmingham, in Inghilterra.
Il campione in carica era John Spencer, il quale ha confermato il titolo.
Il torneo è stato vinto da John Spencer, il quale ha battuto in finale Fred Davis per 1-0 (61-40). L'inglese si è aggiudicato così il suo secondo Pot-Black consecutivo e il suo quarto titolo Non-Ranking in carriera.
Il break più alto del torneo è stato un 73, realizzato da Fred Davis.

## Fase a gironi

### Gruppo 1
| N° | Giocatore    | M | V | P |
| -- | ------------ | - | - | - |
| 1  | John Spencer | 3 | 2 | 1 |
| 2  | Rex Williams | 3 | 2 | 1 |
| 3  | John Pulman  | 3 | 2 | 1 |
| 4  | David Taylor | 3 | 0 | 3 |

Incontri
| Giocatore 1  | Risultato | Giocatore 2  |
| ------------ | --------- | ------------ |
| John Spencer | 1 - 0     | David Taylor |
| John Pulman  | 0 - 1     | Rex Williams |
| John Spencer | 0 - 1     | John Pulman  |
| David Taylor | 0 - 1     | Rex Williams |
| John Spencer | 1 - 0     | Rex Williams |
| David Taylor | 0 - 1     | John Pulman  |

### Gruppo 2
| N° | Giocatore          | M | V | P |
| -- | ------------------ | - | - | - |
| 1  | Gary Owen          | 3 | 3 | 0 |
| 2  | Fred Davis         | 3 | 1 | 2 |
| 3  | Kingsley Kennerley | 3 | 1 | 2 |
| 4  | Jackie Rea         | 3 | 1 | 2 |

Incontri
| Giocatore 1        | Risultato | Giocatore 2 |
| ------------------ | --------- | ----------- |
| Kingsley Kennerley | 0 - 1     | Jackie Rea  |
| Gary Owen          | 1 - 0     | Fred Davis  |
| Kingsley Kennerley | 0 - 1     | Gary Owen   |
| Jackie Rea         | 0 - 1     | Fred Davis  |
| Kingsley Kennerley | 1 - 0     | Fred Davis  |
| Jackie Rea         | 0 - 1     | Gary Owen   |

## Fase a eliminazione diretta
|  | Semifinali   | Semifinali   | Semifinali |            |              | Finale       | Finale | Finale |  |
|  |              |              |            |            |              |              |        |        |  |
|  | John Spencer | John Spencer | 1          |            |              |              |        |        |  |
|  | John Spencer | John Spencer | 1          |            |              |              |        |        |  |
|  | Gary Owen    | Gary Owen    | 0          |            |              |              |        |        |  |
|  | Gary Owen    | Gary Owen    | 0          |            | John Spencer | John Spencer | 1      |        |  |
|  |              |              |            |            | John Spencer | John Spencer | 1      |        |  |
|  |              |              | Fred Davis | Fred Davis | 0            |              |        |        |  |
|  | Rex Williams | Rex Williams | Fred Davis | Fred Davis | 0            | 0            |        |        |  |
|  | Rex Williams | Rex Williams |            |            |              |              |        |        |  |
|  | Fred Davis   | Fred Davis   | 1          |            |              |              |        |        |  |